# Анкі ван Грунсвен
Анкі ван Грунсвен  (нід. Anky van Grunsven, 2 січня 1968) — нідерландська вершниця, олімпійська чемпіонка.

## Виступи на Олімпіадах
| Олімпіада      | Дисципліна        | Місце |
| -------------- | ----------------- | ----- |
| Сеул 1988      | виїздка, особисті | 36    |
| Сеул 1988      | виїздка, командні | 5     |
| Барселона 1992 | виїздка, особисті | 4     |
| Барселона 1992 | виїздка, командні | 2     |
| Атланта 1996   | виїздка, особисті | 2     |
| Атланта 1996   | виїздка, командні | 2     |
| Сідней 2000    | виїздка, особисті | 1     |
| Сідней 2000    | виїздка, командні | 2     |
| Афіни 2004     | виїздка, особисті | 1     |
| Афіни 2004     | виїздка, командні | 4     |
| Пекін 2008     | виїздка, особисті | 1     |
| Пекін 2008     | виїздка, командні | 2     |
| Лондон 2012    | виїздка, особисті | 6     |
| Лондон 2012    | виїздка, командні | 3     |